# Sư đoàn 1 Bộ binh Lục quân Hoa Kỳ
Sư đoàn bộ binh số 1 là sư đoàn lâu đời nhất của Lục quân Hoa Kỳ. Đơn vị này đã phục vụ liên tục từ khi được thành lập vào năm 1917. Nó có biệt hiệu chính thức là Anh Cả Đỏ đặt theo phù hiệu trên vai Hiện tại, đơn vị này đóng ở Căn cứ Riley, Kansas.
Sư đoàn bộ binh số 1 đã giao chiến trong chiến tranh thế giới thứ hai, chiến tranh Triều Tiên và chiến tranh Việt Nam, chiến tranh vùng Vịnh lần thứ nhất (chiến dịch Bão táp sa mạc). Ngoài ra, sư đoàn cũng được điều động vào công tác trợ chiến và đảm bảo an ninh ở Kosovo, Iraq, Afganistan.
Biên chế hiện tại của Sư đoàn 1 gồm 5 lữ đoàn hỗn hợp (bộ binh nhẹ, thiết giáp, pháo, không lực lục quân). Ngoài ra, Sư đoàn 1 còn được Lữ đoàn Hậu cần số 1 đóng ở Căn cứ Riley hỗ trợ về hậu cần.
Tư lệnh sư đoàn qua các thời kỳ:
| - MG William L. Sibert Tháng 6–Tháng 12 1917 - MG Robert L. Bullard Tháng 12 1917 – Tháng 7 1918 - MG Charles P. Summerall Tháng 7–Tháng 10 1918 - BG Frank Parker Tháng 10–Tháng 11 1918 - MG Edward F. McGlachlin Tháng 11 1918 – Tháng 9 1919 - MG Charles P. Summerall Tháng 10 1919 – Tháng 6 1921 - MG David C. Shanks Tháng 7–Tháng 11 1921 - MG Charles T. Menoher Tháng 11 1921 – Tháng 1 1922 - MG Harry C. Hale Tháng 2–Tháng 12 1922 - BG William S. Graves Tháng 12 1922 – Tháng 7 1925 - BG Preston Brown Tháng 7 1925 – Tháng 1 1926 - BG Frank Parker Tháng 1–Tháng 5 1926 - BG Hugh A. Drum Tháng 5 1926 – Tháng 5 1927 - MG Fox Conner Tháng 5–Tháng 9 1927 - BG Hugh A. Drum Tháng 9 1927 – Tháng 1 1930 - BG William P. Jackson Tháng 1–Tháng 3 1930 - MG Briant H. Wells Tháng 3–Tháng 9 1930 - BG Lucius R. Holbrook Tháng 10 1930 – Tháng 11 1935 - BG Charles D. Roberts Tháng 11 1935 – Tháng 2 1936 - MG Frank Parker Tháng 2–Tháng 3 1936 - MG Stanley H. Ford Tháng 3–Tháng 10 1936 - BG Perry L. Miles Tháng 10 1936 – Tháng 10 1937 - COL William P. Ennis Tháng 11–Tháng 12 1937 - BG Laurence Halstead Tháng 12 1937 – Tháng 1 1938 - MG Walter C. Short Tháng 10 1938 – Tháng 9 1940 - MG Karl Truesdell Tháng 10–Tháng 12 1940 - MG Donald Cubbison Tháng 1 1941 – Tháng 5 1942 - MG Terry Allen Tháng 5 1942 – Tháng 8 1943 - MG Clarence R. Huebner Tháng 8 1943 – Tháng 12 1944 - MG Clift Andrus Tháng 12 1944 – Tháng 5 1946 - MG Frank W. Milburn Tháng 6 1946 – Tháng 5 1949 - BG Ralph J. Canine Tháng 5–Tháng 9 1949 - MG John E. Dahlquist Tháng 9 1949 – Tháng 7 1951 - MG Thomas S. Timberman Tháng 7 1951 – Tháng 12 1952 - MG Charles T. Lanham Tháng 1 1953 – Tháng 6 1954 - MG Guy S. Meloy, Jr. Tháng 6 1954 – Tháng 12 1955 - MG Willis S. Matthews Tháng 1 1956 – Tháng 4 1957 - MG David H. Buchanan Tháng 4 1957 – Tháng 10 1958 - BG Forrest Caraway Tháng 10 1958 – Tháng 12 1958 - MG Harvey H. Fischer Tháng 12 1958 – Tháng 1 1960 | - BG John A. Seitz Tháng 1 1960 – Tháng 2 1960 - MG Theodore W. Parker Tháng 2 1960 – Tháng 5 1961 - BG John A. Berry, Jr. Tháng 5 1961 – Tháng 6 1961 - BG William B. Kunzig Tháng 7 1961 – Tháng 8 1961 - MG John F. Ruggles Tháng 8 1961 – Tháng 1 1963 - MG Arthur W. Oberbeck Tháng 1 1963 – Tháng 1 1964 - MG Jonathan O. Seaman Tháng 2 1964 – Tháng 3 1966 - MG William E. DePuy Tháng 3 1966 – Tháng 12 1966 - MG John H. Hay, Jr. Tháng 1 1967 – Tháng 2 1968 - MG Keith L. Ware Tháng 2–Tháng 9 1968 - MG Orwin C. Talbott Tháng 9 1968 – Tháng 8 1969 - MG Albert E. Milloy Tháng 8 1969 – Tháng 2 1970 - BG John Q. Henion Tháng 3 1970 – Tháng 4 1970 - MG Robert R. Linvill Tháng 4 1970 – Tháng 1 1971 - MG Edward M. Flanagan, Jr. Tháng 1 1971 – Tháng 12 1972 - MG G. J. Duquemin Tháng 1 1973 – Tháng 8 1974 - MG Marvin D. Fuller Tháng 8 1974 – Tháng 5 1976 - MG Calvert P. Benedict Tháng 5 1976 – Tháng 5 1978 - MG Phillip Kaplan Tháng 5 1978 – Tháng 7 1980 - MG Edward A. Partain Tháng 7 1980 – Tháng 12 1982 - MG Neal Creighton Tháng 12 1982 – Tháng 6 1984 - MG Ronald L. Watts Tháng 6 1984 – Tháng 4 1986 - MG Leonard P. Wishart III Tháng 4 1986 – Tháng 7 1988 - MG Gordon R. Sullivan Tháng 7 1988 – Tháng 7 1989 - MG Thomas Rhame Tháng 7 1989 – Tháng 8 1991 - MG William W. Hartzog Tháng 8 1991 – Tháng 7 1993 - MG Josue Robles, Jr. Tháng 7 1993 – Tháng 6 1994 - MG Randolph W. House Tháng 6 1994 – Tháng 2 1996 - MG Montgomery Meigs Tháng 3 1996 – Tháng 7 1997 - MG David L. Grange Tháng 8 1997 – Tháng 8 1999 - MG John P. Abizaid Tháng 8 1999 – Tháng 9 2000 - MG Bantz J. Craddock Tháng 9 2000 – Tháng 8 2002 - MG John R.S. Batiste Tháng 8 2002 – Tháng 6 2005 - MG Kenneth W. Hunzeker Tháng 6 2005 – Tháng 8 2006 - MG Carter F. Ham Tháng 8 2006 – Tháng 8 2007 - MG Robert E. Durbin Tháng 7 2007 – Tháng 7 2008 - BG Perry L. Wiggins Tháng 7 2008 – Tháng 3 2009 - MG Danger Main Tháng 3 2009 – Tháng 4 2009 - MG Vincent K. Brooks Tháng 4 2009 – Tháng 5 2011 - MG William C. Mayville: - Tháng 5 2011 - Present |

Ghi chú: MG: thiếu tướng; BG: chuẩn tướng.